# ديك كينورثي
ديك كينورثي (بالإنجليزية: Dick Kenworthy)‏ هو لاعب كرة قاعدة أمريكي، ولد في 1 أبريل 1941 في ريد واك في الولايات المتحدة، وتوفي في 22 أبريل 2010 في كانساس سيتي في الولايات المتحدة.